# Derodontinae
Derodontinae es una subfamilia de coleópteros de la familia Derodontidae. Tiene un solo género Derodontus.

## Especies
- Derodontus esotericus
- Derodontus japonicus
- Derodontus longiclavis
- Derodontus macularis
- Derodontus maculatus
- Derodontus osseticus
- Derodontus raffrayi
- Derodontus trisignatus
- Derodontus tuberosus
- Derodontus unidentatus